# Keilschwanzwürger
Der Keilschwanzwürger (Lanius sphenocercus) ist eine fast hähergroße Vogelart aus der Gattung Lanius in der Familie der Würger (Laniidae). Er ist zusammen mit dem nah verwandten, noch etwas größeren Sichuanwürger (L. giganteus), der erst 2010 von L. sphenocercus abgetrennt und in Artrang gestellt wurde, die größte Art dieser Vogelgattung. Männchen und Weibchen dieses mächtigen, scharf kontrastierend schwarz-weiß-grau gefärbten Singvogels sind im Aussehen gleich und feldornithologisch nicht voneinander zu unterscheiden. Namensgebend sowohl im deutschen Trivialnamen als auch im wissenschaftlichen Artepitheton ist der lange, gestufte Schwanz.
Der Keilschwanzwürger brütet auf der koreanischen Halbinsel und bewohnt ein ausgedehntes Gebiet in Nord- und Ostchina, wobei Teile der koreanischen Brutgebiete offenbar erst in der zweiten Hälfte des 20. Jh. besetzt wurden. Bis auf einige residente Populationen sind die meisten Keilschwanzwürger Kurzstrecken- und Mittelstreckenzieher mit Überwinterungsgebieten südlich des Brutbereiches in Südost- und Südchina sowie in Korea.
Der Keilschwanzwürger ist wie viele seiner Artgenossen ein opportunistischer Lauerjäger. Er ernährt sich von großen Insekten, sowie von verschiedenen Wirbeltieren wie kleinen Nagetieren, Singvögeln, Amphibien und Reptilien.
L. sphenocercus gehört zum Artenkreis der Großen Grauen Würger; die Art ist monotypisch. Zwar ist die Art durch russische Ornithologen recht detailliert wissenschaftlich erfasst, doch betreffen alle Untersuchungen nur die fernöstlichen, russischen Populationen; in seinem weiten Verbreitungsgebiet im zentralen und südlichen China ist der Keilschwanzwürger fast völlig unerforscht. Auch überregionale Untersuchungen zur Populationsdynamik stehen aus. Dennoch bewertet die IUCN den Bestand der Art zur Zeit (Ende 2018) mit LC (= least concern – ungefährdet).

## Aussehen

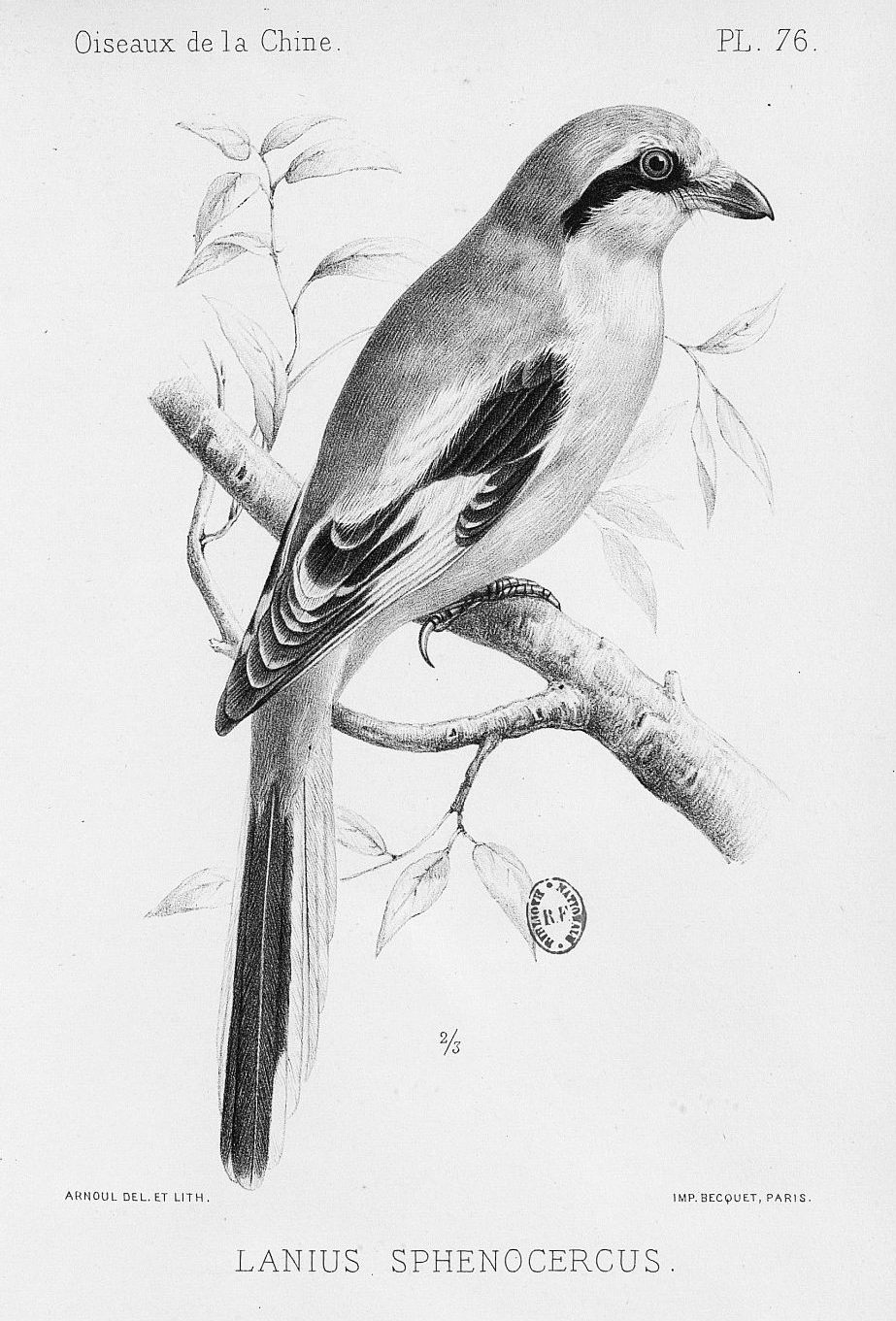
Keilschwanzwürger, Illustration

Der Keilschwanzwürger misst zwischen 29 und 31 Zentimeter; sein Körpergewicht schwankt je nach Ernährungszustand und Jahreszeit zwischen 87,2 und 100,0 Gramm. Ein Färbungsdimorphismus besteht nicht, ob – wie vielfach angegeben – Weibchen im Durchschnitt geringfügig größer und schwerer sind als Männchen, wird von Panov bezweifelt. Kennzeichnend sind der lange Schwanz und das kontrastierend gezeichnete schwarz-weiß-graue Gefieder; besonders im Flug fallen die sich über Hand- und Armschwingen erstreckenden weißen Flügelabzeichen, sowie die weißen äußeren Steuerfedern auf. Im Vergleich zu anderen grauen Würgern zeigt die Art auch im Sitzen im schwarzen Flügel sehr viel Weiß.
Scheitel, Nacken, Mantel, Oberschwanzdecken und Bürzel sind hell schiefergrau; das Schultergefieder ist rein weiß. Die schwarze Gesichtsmaske beginnt schmal an der Schnabelbasis und verläuft – sich leicht verbreiternd – bis hinter die Ohrdecken. Sie ist an der Oberseite relativ breit weiß gerandet; dieses weiße Band ist auch über der frontalen Schnabelbasis erkennbar. Die Flügel sind schwarz, an der Basis der Hand- und Armschwingen weiß; dies erzeugt beim sitzenden Vogel breite weiße Flügelspiegel, beim fliegenden ein sich über den gesamten Flügel erstreckendes, unterschiedlich breites weißes Band. Die zentralen zwei Steuerfedern des stark gestuften Schwanzes sind schwarz, die übrigen weiß. Die Unterseite ist verwaschen weiß, im seitlichen Brustbereich oft etwas beige oder hellrosa getönt. Der mächtige Hakenschnabel ist bis auf die helle Basis des Unterschnabels schwarz, dunkelbraun bis schwarz sind auch die Läufe und die Iris der Augen.
Jungvögel weisen eine sehr ähnliche Farbverteilung auf. Kennzeichnend ist eine leichte Wellung des Kopfgefieders sowie der bräunliche Ton der großen Flügeldecken. Das weiße Schultergefieder der Adulten ist bei Juvenilen eher grau, die Gesichtsmaske beginnt erst hinter den Augen. Insgesamt fehlen im Jugendkleid die scharfen Kontraste des Erwachsenengefieders.
Der sehr ähnliche, möglicherweise im Südwesten des Verbreitungsgebietes sympatrisch mit dem Keilschwanzwürger vorkommende Sichuanwürger ist geringfügig größer und deutlich dunkler; er zeigt insgesamt viel weniger Weiß; die Weißzeichnungen im Flügel des fliegenden Vogels sind vor allem auf die Handschwingen konzentriert, die Armschwingen weisen nur einige weiße Flecken, aber kein durchgehendes weißes Band auf. Von den Steuerfedern sind meist die inneren vier schwarz.

## Mauser
Nach dem Ausfliegen beginnen die Jungvögel im Alter von etwa 50 Tagen ins erste Jugendgefieder zu wechseln. Dabei vermausern sie alle Körper- und Konturfedern, die meisten Steuerfedern, gelegentlich auch einige Schwingen. Jährlinge mausern dann im Juni des nächsten Jahres in das erste Erwachsenenkleid. Diese Mauser entspricht in etwa der Komplettmauser, die Adulte jedes Jahr zu dieser Zeit beginnen und bis Mitte Oktober abgeschlossen haben. Frisch vermauserte Keilschwanzwürger zeigen auf der Brust eine leicht rosa Tönung.

## Lautäußerungen
Keilschwanzwürger sind eher schweigsame Vögel. Akustisch vergleichsweise auffällig sind sie nach Ankunft im Brutrevier und in der frühen Paarbildungsperiode. Am häufigsten sind meist gereihte, polyphone, auf dem zweiten Element betonte Dubletten zu hören, die beim Auffliegen oft mit einem häherartigen Kreischen beendet werden. Daneben enthält das Stimmrepertoire verschiedenartige Pfiffe, gepresste, avokale Laute, heiser-krächzende Rufe und Instrumentalgeräusche, vor allem Schnabelknappen. Der selten zu hörende Gesang ist ein eher leises Trällern und Zwitschern, mit unterschiedlich eingebauten Pfiffen und gepresst wirkenden Phrasen. Über Gesangsimitationen, wie sie etwa beim nahe verwandten Raubwürger sehr häufig sind, ist nichts bekannt.

## Verbreitung und Lebensraum

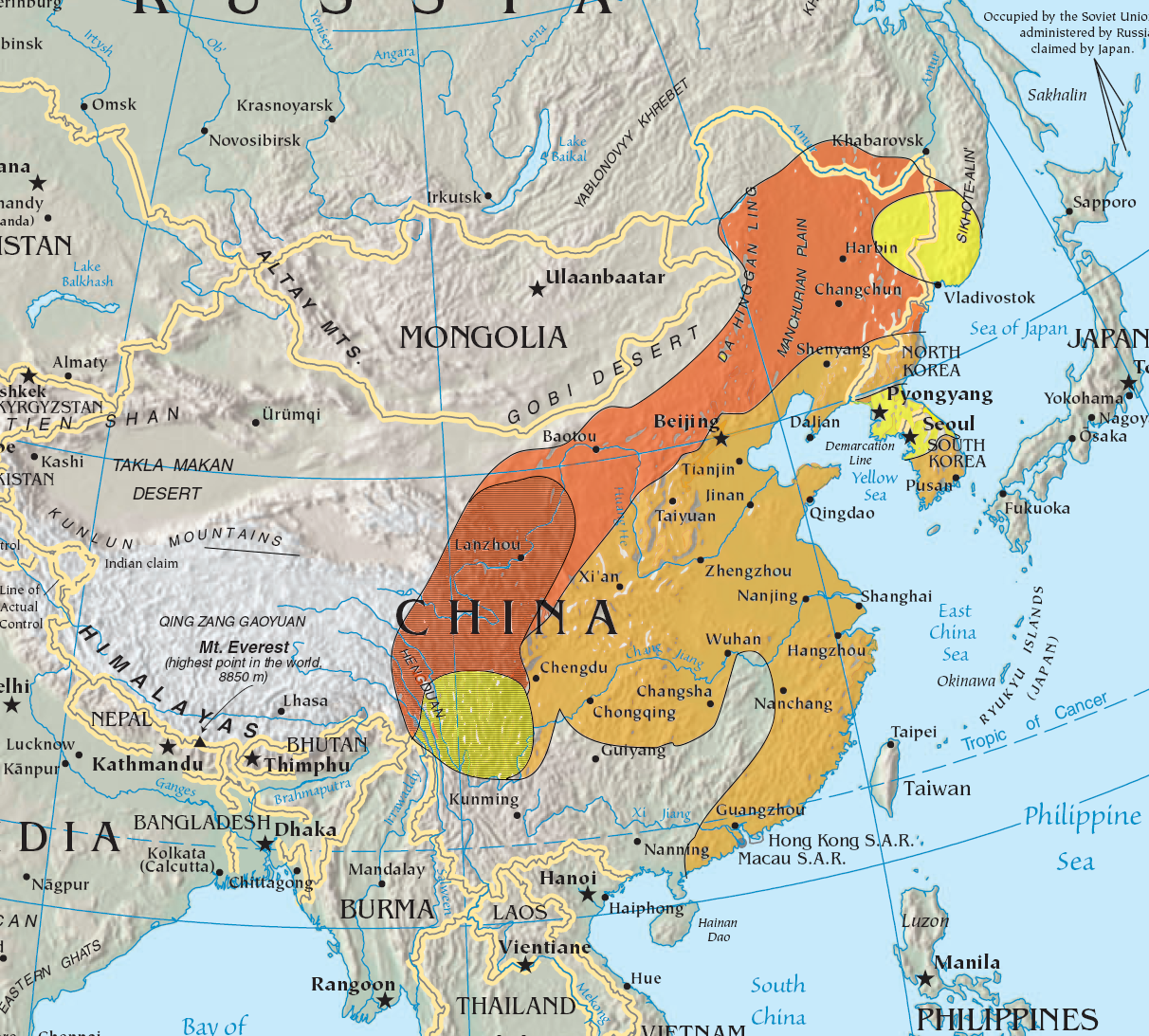
Verbreitung des Keilschwanzwürgers und des Sichuanwürgers: orange Brutgebiet des Keilschwanzwürgers (Sommer); gelb Brutgebiet des Keilschwanzwürgers (ganzjährig) orange schraffiert: Brutgebiet des Sichuanwürgers (Sommer); gelb schraffiert: Brutgebiet des Sichuanwürgers (ganzjährig)
ocker: Überwinterungsgebiete beider Arten

Das Verbreitungsgebiet des Keilschwanzwürgers erstreckt sich in südwestlicher Richtung von der Amur-Ussuriregion im äußersten Südosten Russlands über die Koreanische Halbinsel, die Innere Mongolei, das nordöstliche Liaoning, Teile von Heilongjiang und Jilin bis Gansu, Shaanxi und Shanxi. Weiter nach Südwesten beginnt das Brutgebiet des Sichuanwürgers; inwieweit es mit dem des Keilschwanzwürgers überlappt oder topographisch von diesem getrennt ist, ist bisher nicht eindeutig geklärt. Südöstlich und südlich schließen die Überwinterungsgebiete beider Arten an. Sie erreichen im Südosten das Ostchinesische Meer und reichen im Süden etwa bis Hongkong.

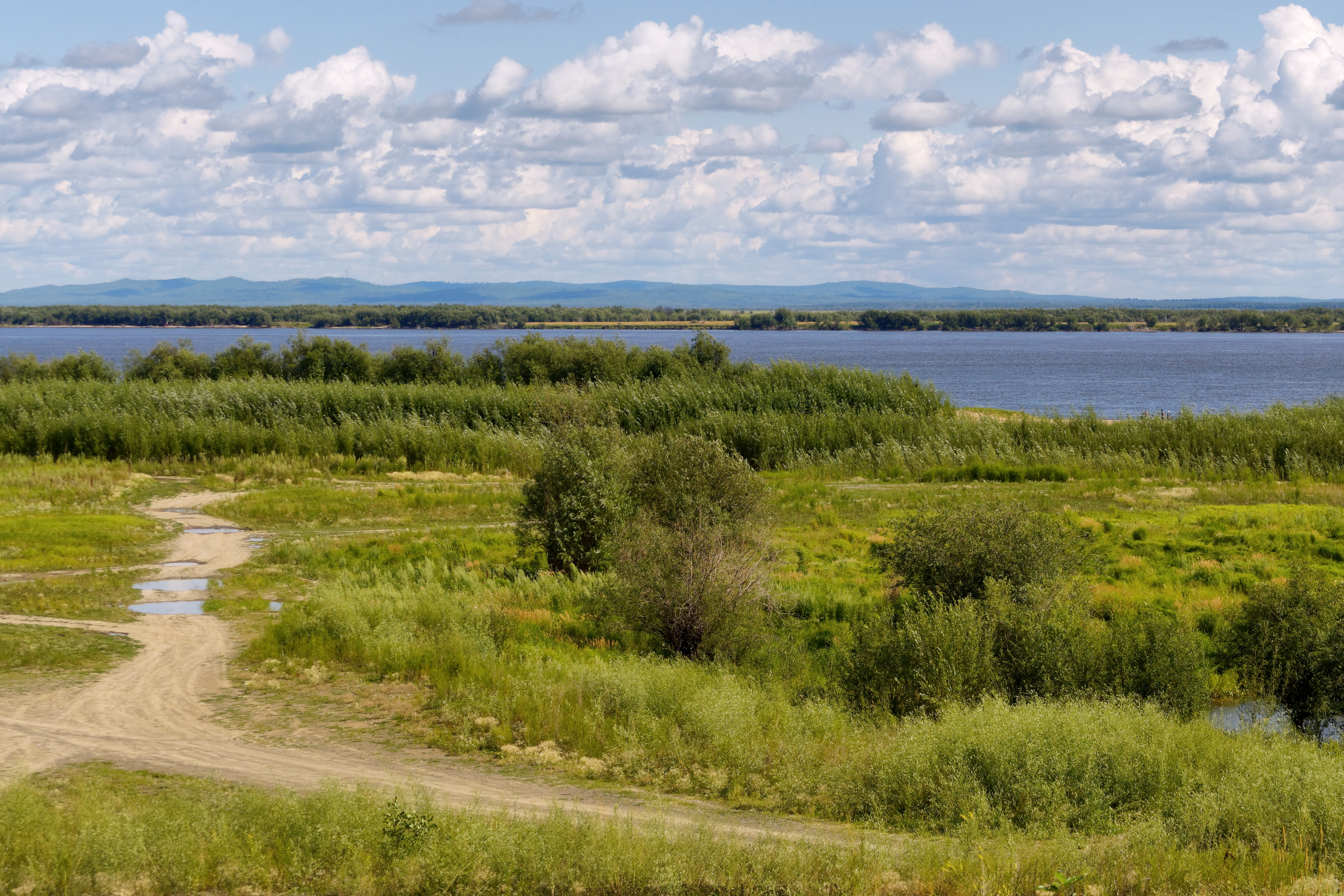
In der Amurregion brütet der Keilschwanzwürger in mit Büschen und Bäumen bewachsenem Offenland.

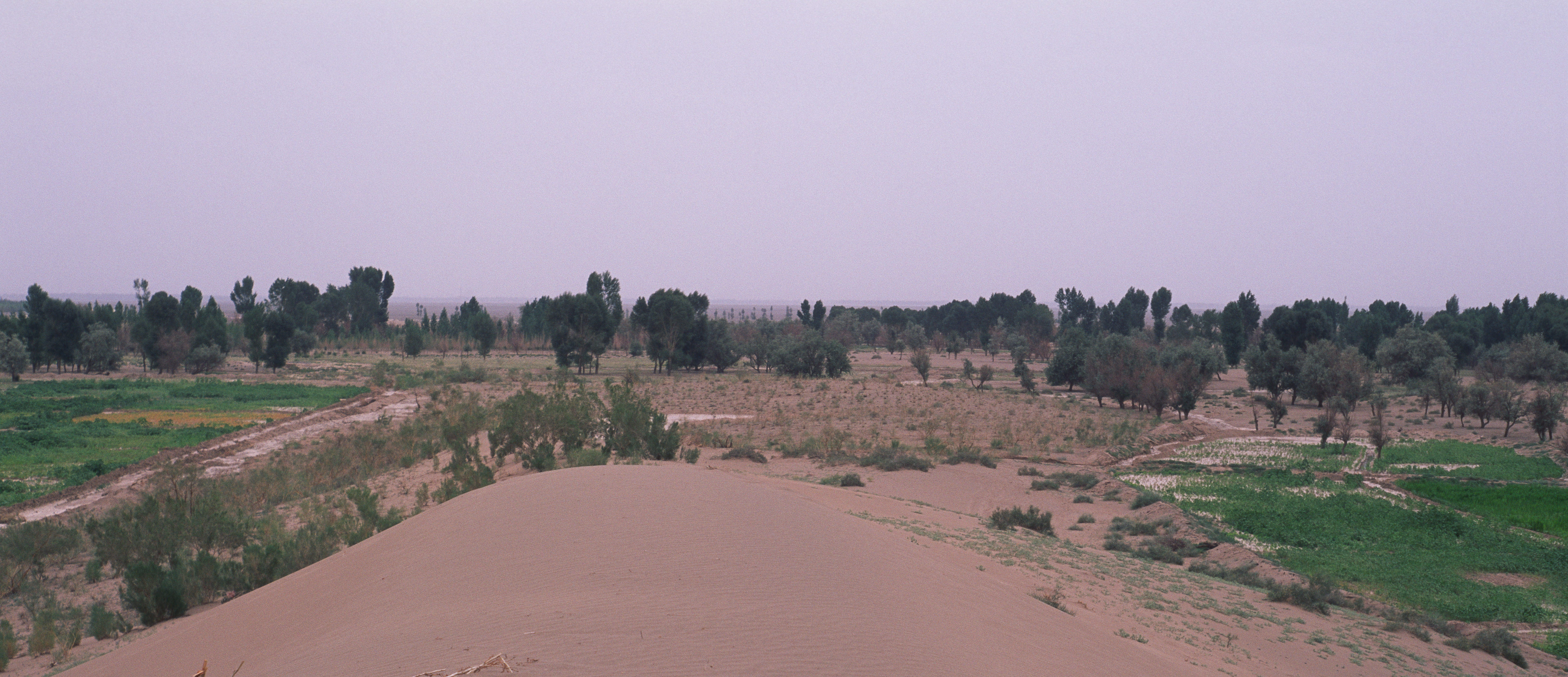
In Gansu kommt die Art in baum- und buschbestandenen ariden Landschaften vor.

Über den bevorzugten Lebensraum der Art liegen nur aus den nordöstlichsten Bereichen der russischen Brutgebiete in der Amur-Saya-Bureja-Ebene und Gebieten, die südwestwärts in Richtung Innere Mongolei angrenzen, detaillierte Angaben vor. Diese Region ist heute zum Teil stark landwirtschaftlich geprägt und für ostsibirische Verhältnisse vergleichsweise dicht bevölkert; sie ist mit jährlichen Niederschlagsmengen von bis zu 700 mm/m² im Gegensatz zu den weitgehend ariden Gebieten des Südwestens relativ feucht. Hier brütet die Art bevorzugt in aufgelockerten, mit Wiesen durchsetzten Flussniederungen, am Rande traditionell landwirtschaftlich genutzter Flächen, in aufgelockerten Birkenbeständen, auf mit Büschen und Bäumen bestandenen Weiden, in Riedgebieten mit vereinzelt stehenden Weiden und an baumbestandenen Wegrändern, solange solche Areale an niedriggrasige oder vegetationsarme Flächen mit vereinzelten Ansitzen angrenzen, oder solche Bereiche enthalten. Oft erscheint der Keilschwanzwürger auf ausgedehnten Lichtungen nach Kahlschlägen oder in Sekundärvegetation nach Waldbränden. Er meidet zusammenhängende Wälder und dicht bebuschte Landschaften; auch Flächen mit hohem Gras, die nicht mit vegetationsarmen Abschnitten durchsetzt sind, sind für die Art unattraktiv. Soweit bekannt, dringt L. sphenocercus weiter im Südwesten bis in schütter mit Caragana sp. und anderen Xerophyten bestandenen semiaride und aride Landschaftsformen vor. Vertikal ist der Keilschwanzwürger eher eine Art der Ebenen und Mittelgebirge. Die höchstgelegenen Brutvorkommen in China wurden in 1800 Meter festgestellt.
Der Raumbedarf der Art ist groß. Die höchste Siedlungsdichte mit einem Brutpaar auf 3 km² wurde in Gebieten mit traditioneller Landwirtschaft in der Nähe des Amur festgestellt; meist wurden jedoch geringere Dichten mit einem Brutpaar auf 10 km² erhoben. Die Brutterritorien sind mit mindestens einem km² ebenfalls sehr ausgedehnt, wobei jedoch das eigentliche, vehement behauptete Nistterritorium, in dem sich neben dem Nistgehölz auch Ruheplätze, Verstecke und zumindest ein Spießplatz befinden, mit etwa 4 Hektar überraschend klein ist. Der geringste Abstand zwischen zwei beflogenen Nestern betrug nur 25 Meter.

## Wanderungen
Das Zugverhalten der Art ist uneinheitlich. Große Teile der Populationen der Amur-Ussuri-Region verlassen bereits ab Mitte Juli ihre Brutgebiete und ziehen in südliche, südwestliche und südöstliche Richtungen ab. Ihre Überwinterungsgebiete liegen zum Teil in Korea, meist aber in den südostchinesischen Provinzen Hubei, Anhui, Hunan, Jiangxi, Zhejiang, Fujian sowie im östlichen Guangdong. Einige Vögel der sibirischen Vorkommen versuchen im Winter im Brutgebiet auszuharren und verstreichen nur bei extrem ungünstigen Witterungsbedingungen. Soweit bekannt sind auch die Keilschwanzwürger der chinesischen Brutgebiete Mittelstrecken- oder Kurzstreckenzieher mit Winterquartieren im westlichen Bereich der oben genannten Provinzen. Der Rückzug beginnt Anfang März. Die nördlichsten Brutterritorien werden ab Mitte März besetzt, die meisten jedoch erst im Laufe des April. Außerbrutzeitlich wurden Keilschwanzwürger in Japan und in der Baikalregion beobachtet.

## Nahrung und Nahrungserwerb
Wie die meisten Arten dieser Vogelgattung ist auch der Keilschwanzwürger ein opportunistischer Jäger, der Lebewesen mit dem günstigsten Verhältnis von Energiegewinn und Aufwand zu erbeuten versucht. Entsprechend vielfältig in der Artzusammensetzung ist sein Nahrungsspektrum, das sich jedoch immer – saisonal in unterschiedlichen Anteilen – aus Wirbellosen, vornehmlich großen Insekten und Wirbeltieren, insbesondere Vögeln und Nagetieren zusammensetzt.

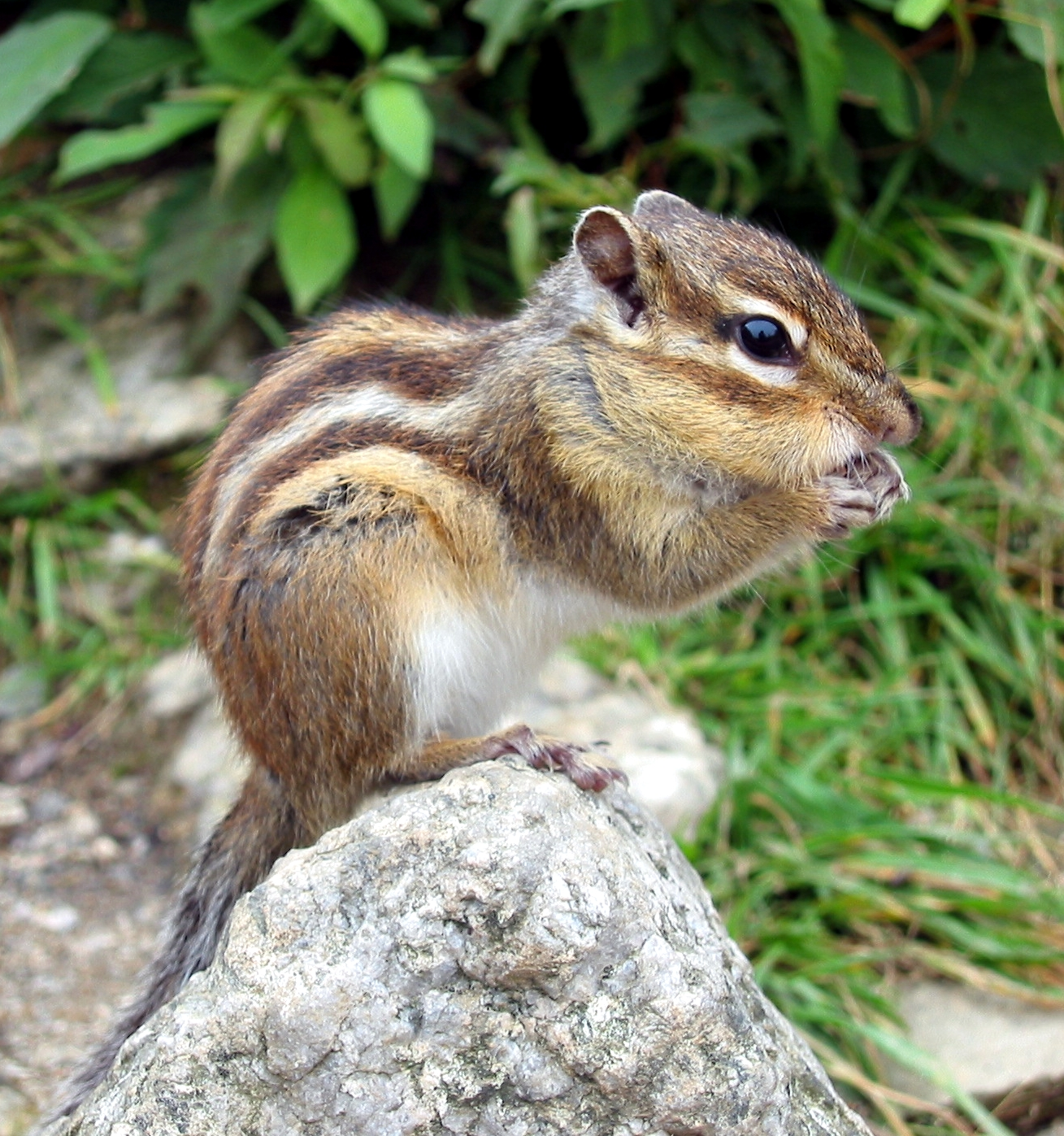
Burunduks gehören zu den größten Beutetieren des Keilschwanzwürgers

In einer umfangreichen Analyse von Gewöllen wurden 129 verschiedene Arten von Wirbellosen, darunter vor allem Maulwurfsgrillen, Langfühlerschrecken, Wanderheuschrecken, Laufkäfer, Totengräber und Hummeln identifiziert. Ganz offensichtlich bevorzugt der Keilschwanzwürger große Arten. Während der Sommermonate scheinen Insekten die Hauptnahrung zu bilden und auch wesentlicher Bestandteil der Nestlingsnahrung zu sein. Die gleiche Untersuchung stellte Reste von 45 Wirbeltieren in den Würgergewöllen fest. Spitzmäuse, Mäuse und Wühlmäuse bilden neben Vögeln, von denen 20 unterschiedliche Arten in den Beuteresten gefunden wurden, den Hauptanteil der Biomasse. Der Keilschwanzwürger kann so große Vögel wie Wendehals oder Fasanenküken und Säugetiere bis zu einer Größe eines Burunduks erbeuten, und Tiere bis zu seinem eigenen Körpergewicht davontragen. Schließlich zählen auch Frösche und Kröten zu den regelmäßig erbeuteten Tieren. Wirbeltiere spielen in Hinblick auf die verzehrte Biomasse vor allem im Winterhalbjahr eine besondere Rolle.
Die Jagdstrategien des Keilschwanzwürgers sind vielfältiger als die der meisten anderen Vertreter der Gattung.  Er ist vor allem Ansitzjäger, der von einer erhöhten Warte aus die Umgebung in einem relativ engen Radius beobachtet und geeignete Beutetiere am Boden schlägt. Wirbeltiere tötet er durch einen Genickbiss. Kleinere Beute verzehrt er an Ort und Stelle, größere trägt er in den Fängen zu einem seiner Fressplätze, wo er sie zerteilt, indem er sie mit einem Fang auf der Unterlage fixiert. Bei Nahrungsüberfluss deponiert er sie in einem seiner Spießplätze. Relativ häufig werden echte Luftjagden in der Art eines kleinen Falken beobachtet, wobei er kleine Vögel über Distanzen von 50–100 Meter verfolgt und in der Luft zu schlagen versucht. Ebenfalls wesentlich häufiger als andere Würger rüttelt er auf der Suche nach geeigneter Beute in etwa 10–20 Metern Höhe.  Diese energieaufwändige Jagdmethode setzt er vor allem dort ein, wo zu dichte Bodenvegetation die Ansitzjagd nicht erlaubt.

## Brutbiologie
Sesshafte Populationen beginnen bereits Anfang März mit der Balz, ziehende Keilschwanzwürger etwa einen Monat später. Es bestehen Hinweise, dass die Brutorttreue groß ist, sodass letztjährige Partner sich häufig wiederverpaaren. Die Territorialität der Art ist gegenüber Artgenossen sehr moderat; nur ein relativ kleines, wenige Hektar umfassendes Gebiet wird auch gegenüber anderen Keilschwanzwürgern energisch verteidigt: es umfasst das eigentliche Nistgehölz, einige Ruheplätze und Ansitze und zumindest einen Spießplatz. Aus diesem engen Brutterritorium versucht das Paar Nahrungskonkurrenten und potentielle Prädatoren wie Orientturteltauben, Elstern, andere Krähenvögel, sowie verschiedene Greifvögel und Eulen zu vertreiben und attackiert auch Menschen, wenn sie dem Nest zu nahe kommen. Auch Braunwürger werden in diesem Bereich nicht geduldet. Große Bereiche des Reviers sind nur vage definiert und können weiträumig mit Nachbarrevieren überlappen. Die Balz selbst ist relativ unauffällig; sie besteht aus gegenseitigem Verbeugen, leisen Duettgesängen, Nestzeigen und ritualisiertem Nestmulden; zuerst dominiert das Weibchen, während es später regressive Verhaltensweisen annimmt.
Das Nest ist eine sehr solide, meist dreilagige Konstruktion. Eine grob verwobene Unterlage aus Ästchen und Zweigen, meist in einer Gabelung nahe dem Hauptstamm positioniert, trägt den eigentlichen, tiefen Napf, der vor allem aus Trockengräsern, Wermutstängel und Rindenbast besteht, die sehr sauber miteinander verflochten werden; innen ist er mit verschiedenen weichen Materialien, wie Tier- und Pflanzenwolle und mit Federn ausgebettet.  Es wird in unterschiedlichen Gehölzen wie Weiden, Birken, Ulmen oder Erbsensträuchern in Höhen zwischen 2 und 5 Metern errichtet. Der Außendurchmesser beträgt im Durchschnitt 215 Millimeter, die innere Napfweite misst 108 Millimeter. Über die Beteiligung der Geschlechter am Nestbau ist nichts bekannt.
Ein Vollgelege besteht im Mittel aus 7 (5–9) auf schmutzigweißem Grund grau oder braun gefleckten Eiern, die im Tagesabstand gelegt werden. Sie messen im Durchschnitt 28,16 × 20,72 Millimeter. Die Legeperiode beginnt Mitte April und dauert bis Anfang Juni. Meist brüten Keilschwanzwürger nur einmal im Jahr, sehr selten auch zweimal. Ersatzgelege bei frühem Gelegeverlust sind dagegen die Regel. Während der etwa 19 Tage dauernden Brut wird das Weibchen vom Männchen mit Nahrung versorgt. Bei großen Gelegen kann sich der Schlupfprozess über vier Tage erstrecken, sodass der Entwicklungsunterschied der Nestlinge anfangs groß ist und zuletzt geschlüpfte Küken häufig nicht ausfliegen. Während der ersten 10 Nestlingstage füttert fast ausschließlich das Männchen, später beide Eltern. Nach 19 − 21 Tagen verlassen die Jungvögel das Nest; sie haben zu diesem Zeitpunkt ein Gewicht von 44 − 54 Gramm. In den nächsten Wochen entfernen sie sich mehr und mehr vom Nest und Nistgehölz, werden jedoch noch immer von den Eltern versorgt. Erst im Alter von etwa 60 Tagen sind sie imstande selbst zu jagen; zu diesem Zeitpunkt, meist Ende Juli, verlassen sie auch das Brutrevier. Über Art der Dismigration und die durchschnittlichen Entfernungen der Zerstreuungswanderungen ist nichts bekannt.
Zu Bruterfolg und Ausfliegerate liegen nur Daten aus kleinen Stichproben vor. Aus 74 Eiern schlüpften 58 Küken von denen 45 schließlich ausflogen. Die Ursachen für missglückte Bruten liegt in der relativ hohen Anzahl unbefruchteter Eier und wird durch Prädation, vor allem von Elstern und Aaskrähen, verursacht.

## Systematik
Die Art wurde 1873 von Jean Louis Cabanis erstbeschrieben. Das Typusexemplar, ein adultes Männchen, befand sich damals in einem Berliner Museum und soll durch den Naturalienhandel von Kanton nach Berlin gekommen sein. Cabanis beschreibt die Art sehr genau und hebt vor allem den enorm langen, auffallend stark stufigen Schwanz hervor, nach dem er die neue Art auch benennt (griech.: κερκος = Schwanz; σφηνος = keilförmig). Der etwas später von Nikolai Prschewalski beschriebene, noch größere Würger aus Sichuan wurde als Unterart giganteus bewertet. Divergierende molekulargenetische Befunde, unterschiedliche morphologische Details, sowie völlig verschiedenartige Habitatansprüche führten schließlich 2016 zur Splittung des Taxons in die beiden monotypischen Arten Lanius sphenocercus und Lanius giganteus durch das HBW, während andere Autoritäten wie die IOU zwar die Notwendigkeit einer Neubewertung betonen, sie jedoch noch nicht (Stand Ende 2018) umgesetzt haben.

## Bestand und Bedrohung
Nach bisherigem Kenntnisstand ist die Siedlungsdichte der Art sehr unregelmäßig. Mancherorts wird sie als häufig beschrieben, in vielen Regionen scheint sie aber nur selten vorzukommen.
Es existieren weder quantitative noch qualitative Einschätzungen zum Bestand und der Bestandsentwicklung. Das Brutgebiet scheint jedoch keinen unmittelbaren Gefährdungen ausgesetzt zu sein und ein drastischer Bestandsrückgang wurde weder regional noch überregional bekannt. Deshalb schätzt die IUCN die momentane Situation (Stand Ende 2018) mit LC (=least concern – ungefährdet) ein.